# Border Rangers
Border Rangers è un film western statunitense del 1950 diretto da William Berke con Don 'Red' Barry, Robert Lowery, Wally Vernon, Pamela Blake e Lyle Talbot.

## Produzione
Il film, diretto da William Berke su una sceneggiatura dello stesso Berke e di Victor West, fu prodotto da Berke per la Lippert Pictures e girato a Santa Clarita, nell'Iverson Ranch a Chatsworth, nel Monogram Ranch a Newhall, nelle Vasquez Rocks ad Agua Dulce e nel ranch di Corriganville a Simi Valley, in California.

## Distribuzione
Il film fu distribuito negli Stati Uniti dal 6 ottobre 1950 al cinema dalla Lippert Pictures.

## Promozione
Le tagline sono:
- OUTPOSTS OF THE LAW! Standing guard on the wildest stretch of the nation's frontier!
- DAREDEVIL DEPUTIES!
- MAKING A LAST STAND FOR JUSTICE ON A FLAMING FRONTIER!